# Дуденево (Вологодская область)
Дуденево — деревня в Грязовецком районе Вологодской области.
Входит в состав Юровского муниципального образования, с точки зрения административно-территориального деления — в Юровский сельсовет.
Расстояние по автодороге до районного центра Грязовца — 17 км, до центра муниципального образования Юрово — 3 км. Ближайшие населённые пункты — Слободища, Мокеево, Степурино.
По переписи 2002 года население — 1 человек.